# Via Praenaestina

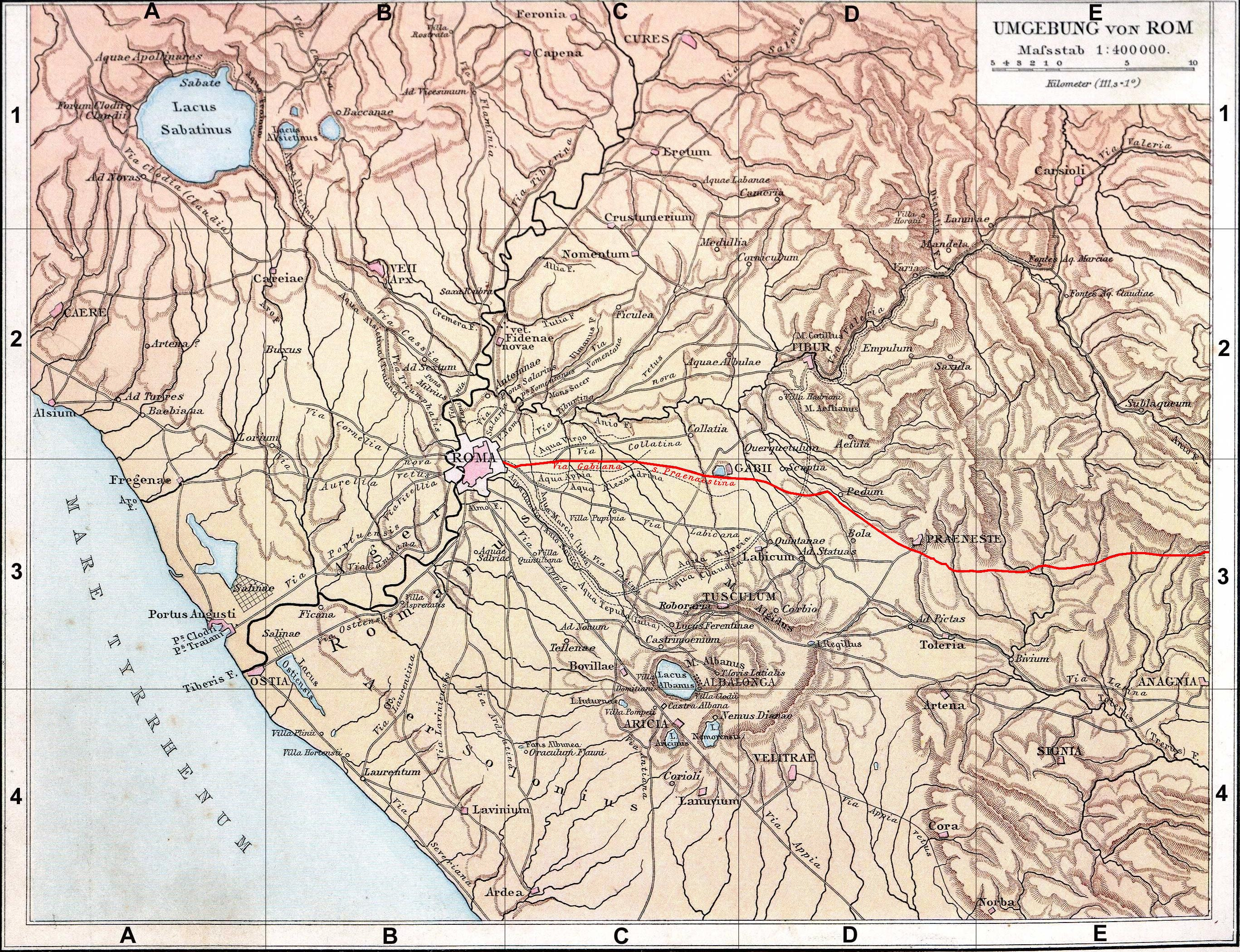
La voie Prénestine sur une carte du Latium antique
(1886, G. Droysens Allgemeiner Historischer Handatlas)

La voie Prénestine (latin : Via Praenestina) est une voie romaine, s’appelant initialement voie Gabienne (latin : Via Gabiana).
Cette voie relie tout d’abord Rome, au niveau de la Porte Majeure, à Gabies (latin : Gabii), une ville antique à l’est de Rome, et tire au départ son nom de cette ville.
Puis elle est prolongée jusqu'à Préneste (latin : Praeneste), encore plus à l’est, et prend le nom de cette ville, et continue au-delà de la ville dans les Apennins, vers la source de l’Anio.